# Hôtel Desplats-Palaminy
L’hôtel Desplats, désigné aussi comme l’hôtel Palaminy ou encore l’hôtel Sipière, est un hôtel particulier situé aux no 43-45 rue des Tourneurs, avec des issues au no 22 rue Peyras et dans l'impasse Saint-Géraud, dans le centre historique de Toulouse. Construit au début du XVIIe siècle pour le parlementaire Jean-Pierre Desplats, président à mortier du Parlement de Toulouse, il passe au milieu du XVIIIe siècle dans la famille de Palaminy. Il est ensuite profondément transformé au milieu du XIXe siècle, lorsqu'une nouvelle façade majestueuse est élevée sur la rue des Tourneurs par l'architecte Louis Delor de Masbou pour M. Sipière.
Si l'hôtel a donc été remanié dans le style néo-classique au XIXe siècle, il conserve cependant des éléments représentatifs d'un style Renaissance tardif et baroque, de la première moitié du XVIIe siècle. L'hôtel est inscrit partiellement aux monuments historiques en 1993 sous deux noms différents, comme « hôtel Desplats ou Palaminy » et « ancien hôtel Sipière ».

## Histoire
En 1477, on connait déjà un membre de la famille Desplats, seigneur de Gragnague, propriétaire d'un premier hôtel particulier de style gothique à l'emplacement de l'hôtel actuel, et qui débouchait sur la rue des Pourpointiers (actuelle rue des Tourneurs). Au début du XVIe siècle, l'immeuble devient la propriété du marchand Jean de Nolet, qui le transmet, après sa mort en 1551, à un de ses fils, Jacques de Nolet, conseiller au sénéchal. En 1572, il est acheté à la veuve de Jacques de Nolet par N. Desplats, capitoul en 1573-1574, avant de passer en 1577, à Bernard Desplats, maître des ports et passages et seigneur de Gragnague. 
En 1620, l'immeuble passe à son fils, Jean-Pierre Desplats, conseiller au Parlement, nommé président à mortier au Parlement un an plus tard. À cette date, l'immeuble est limité au sud par une petite ruelle, la ruelle de la Véronique, qui était la continuation de l'impasse Saint-Géraud et débouchait dans la rue des Tourneurs (emplacement de l'actuel no 43). Les capitouls inféodent cependant cette partie de la ruelle à Jean-Pierre Desplats, qui acquiert la partie comprise entre le portail du fond de l'impasse et la façade monumentale de la cour, et à Jean Massonnier, qui prend le reste de la ruelle aboutissant à la rue des Tourneurs, pour agrandir son propre hôtel (actuel no 43). C'est probablement après ce rachat que Jean-Pierre Desplats se fait construire un nouvel hôtel particulier entre 1620 et 1622 dans un style de transition entre la Renaissance tardive et le baroque. Il meurt le 8 mai 1651 et est enterré dans l'église des Cordeliers, près du grand autel.
Après sa mort, Jean-Georges de Caulet, conseiller aux requêtes en 1631, juge mage et premier présidial en 1635, président à mortier en 1651, et qui a épousé de la fille de Jean-Pierre Desplats, Jeanne, en 1635, hérite de son office de président à mortier, de la seigneurie de Gragnague et de l'hôtel de la rue des Pourpointiers. En 1655, il était d'ailleurs déjà venu s'installer dans l'hôtel de son beau-père. Il meurt en 1679 et transmet l'immeuble à son fils Guillaume de Caulet, seigneur de Gragnague, conseiller en 1674, président en 1685 et président honoraire en 1715, qui le passe à son tour à son fils Joseph de Caulet, conseiller en 1707, président en 1714 et mort en 1742.
Samuel Aymar, conseiller au Parlement en 1720, seigneur de Palaminy depuis 1737, vient habiter l'hôtel en 1739 comme locataire. Il en devient propriétaire en 1742, à la mort de Joseph de Caulet. En 1750, l'hôtel passe à Louis-Marie-Joseph Aymar de La Garde, conseiller en 1750, qui achète en 1766 l'ancien hôtel de Jean Massonnier (no 43).
En 1848, M. Sipière, qui a racheté les bâtiments de l'hôtel, souhaite faire construire un nouvel hôtel dans le goût de l'époque. L'ancienne demeure des seigneurs de Gragnague est presque entièrement démolie pour l'édification de l'hôtel actuel. Sa vaste façade de style néoclassique, sur la rue des Tourneurs, est élevée sur les plans de l'architecte Louis Delor de Masbou, qui a achevé en 1845 la construction du dôme de la Grave. Une partie de l'hôtel est cependant préservée grâce aux recommandations de l'historien et archéologue Alexandre Du Mège.
En 1850, le libraire Édouard Privat, dont la maison d'édition a été fondée en 1839, s'installe dans l'hôtel Sipière qui vient d'être achevé et se lance dans la réédition de l'Histoire générale de Languedoc de Devic et Vaissète. La librairie quitte cependant la rue des Tourneurs en 1903 pour gagner l'hôtel Ramel (no 14 rue des Arts). En 1889, c'est un bistrot, aujourd'hui un des plus vieux de la ville, Au Père Louis, qui est fondé par Louis Simorre dans l'une des boutiques de l'hôtel Sipière.

## Description
Le bâtiment se développe sur trois étages carrés rythmé par six travées. La façade sur la rue des Tourneurs a été élevée par Louis Delor dans le style néo-classique. Les dalles de la vis d'escalier du premier hôtel du XVe siècle ont servi en 1848 au dallage des trottoirs de la voûte d'entrée de l'hôtel actuel. 
Dans la cour, au-dessus du portail monumental, un grand écusson, martelé à l'époque de la Révolution, porte encore les traces des armes des Desplats: « Écartelé au 1 et 4 d'argent au lion de sable, au 2 et 3 d'or à trois bandes de gueules » . L'écusson, soutenu par deux superbes lions héraldiques, est surmonté du casque de face empanaché et surmonté du mortier, et est entouré du manteau d'hermine, attributs des présidents à mortier. Sur les linteaux des fenêtres de la seconde cour, comme à la fenêtre de l'impasse Saint-Géraud, nous retrouvons encore ces mouchetures d'hermine symboliques. Les fenêtres de la façade monumentale de la cour ont malheureusement été défigurées par l'enlèvement de leurs croisillons.
Sur le côté sud de la grande cour, les fenêtres ont été mutilées. La seconde cour de la rue Peyras présente encore sur le côté ouest ses arcades encadrant les fenêtres.

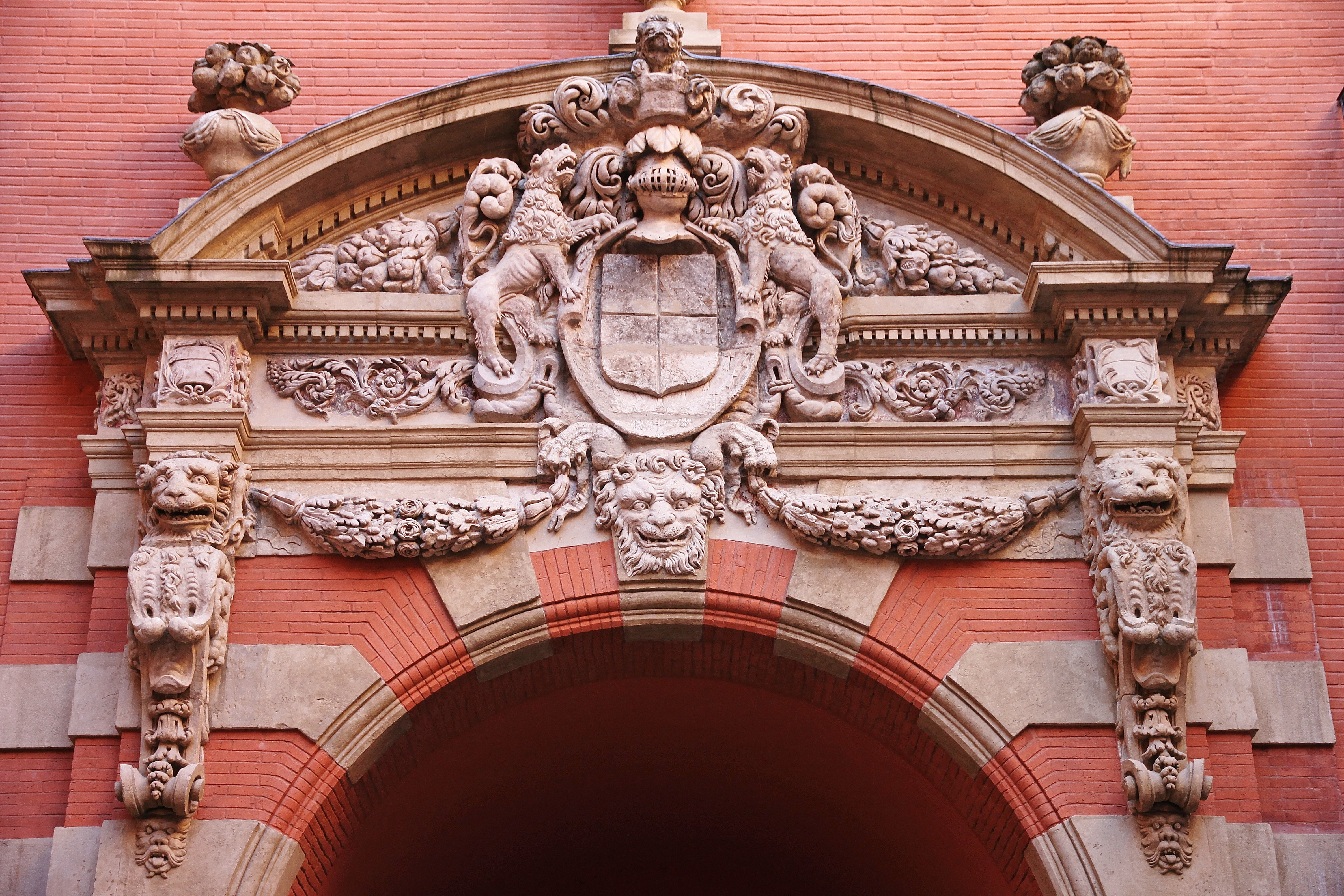
Détail du décor
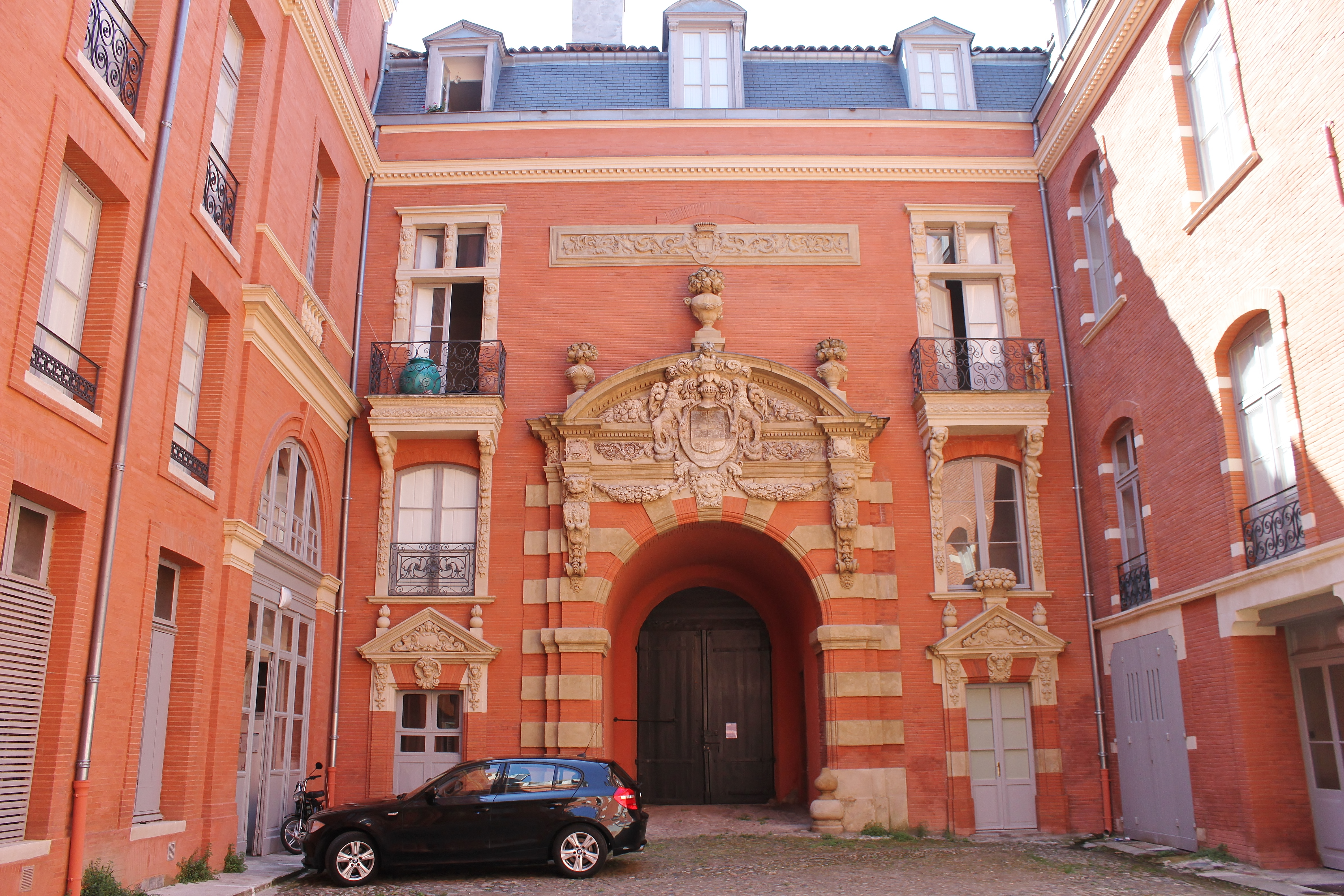
Décor dans la cour
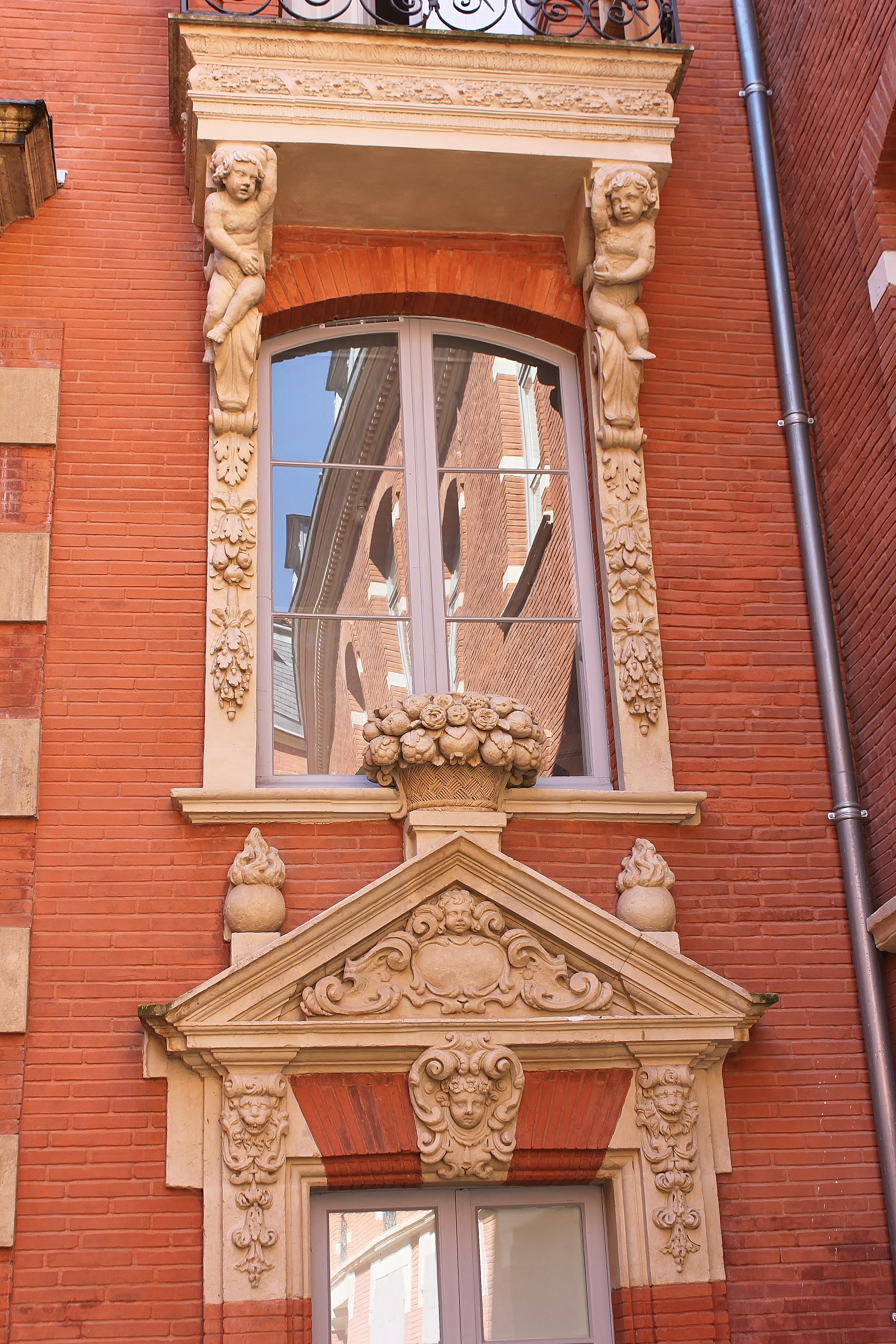
Fenêtre dans la cour